# Jaroslav Řídký
Jaroslav Řídký (født 25. august 1897 i Liberec - død 14. august 1956 i Poděbrady, Tjekkiet) var en tjekkisk komponist, dirigent, professor, lærer og harpenist.
Řídký studerede komposition på Musikkonservatoriet i Prag hos bl.a. Karel Boleslav Jirak og Josef Bohuslav Foerster.
Řídký har skrevet 7 symfonier, orkesterværker, kammermusik, korværker, vokalmusik, folkemusik etc.
Han arbejde som harpenist ved Det Tjekkiske Filharmoniske Orkester og som dirigent for Det Tjekkiske Filharmoniske Kor.
Han underviste som professor og lærer i komposition på Musikkonservatoriet i Prag og på Musikakademiet, hvor han var en betydningsfuld lærer for mange af den kommende generation af tjekkiske komponister.

## Udvalgte værker
- Symfoni nr. 1 (1924) - for orkester
- Symfoni nr. 2 (1925) - for cello og orkester
- Symfoni nr. 3 (1927–1928) - for orkester
- Symfoni nr. 4 (1928) - for orkester
- Symfoni nr. 5 (1932) - for orkester
- Symfoni nr. 6 (1938) - for orkester
- Symfoni nr. 7 (1955-1956) - for orkester
- Sinfonietta (1945-1946) - for kammerorkester
- Violinkoncert (1927) - for violin og orkester
- Klaverkoncert (1952-1953) - for klaver og orkester